# Plectophanes altus
Plectophanes altus là một loài nhện trong họ Deinopidae.
Loài này thuộc chi Plectophanes. Plectophanes altus được miêu tả năm 1964 bởi Raymond Robert Forster.